# 고지라 (1954년 영화)
《고지라》(ゴジラ)는 1954년 11월 3일에 토호가 제작 및 개봉한 일본 영화다. 관객 동원수는 961만 명, 흥행 수익은 1억 5214만엔. 흑백, 97분, 표준 화면비.
거대 괴수 고지라가 등장하는 고지라 시리즈의 제1작. 일본 괴수 영화의 원조다.
해저에 숨어 살던 쥐라기 괴수 '고지라'가 수폭 실험으로 안주했던 땅을 빼앗기고 도쿄에 상륙한다. 감독은 혼다 이시로 . 원작은 카야마 시게루 . 각본은 무라타 타케오와 혼다 이시로. 특수 기술은 츠부라야 에이지. 출연은 히라타 아키히코, 코치 모모코, 타카라다 아키라 등. 괴수 영화, 특수 촬영 영화, 공포 영화, 반핵 영화의 걸작으로 유명하다.

## 스토리

### 발단
그해 8월 13일 19시 5분, 태평양의 오가사와라 제도 북위 24도 동경 141도2분 부근에서 남해기선 소속 화물선 '에이코마루'가 원인 불명의 침몰 사고를 내고, 구조하러 간 화물선 '빙고마루'도 침몰한다. 그 뒤 오오토 섬의 어선이 생존자를 구조했다는 소식이 들어오지만, 이 어선 또한 소식이 끊긴다. 이윽고 어부 야마다 마사지가 오오토 섬에 표류하다가 무엇인가에 배들이 침몰했다고 증언한다. 마이아사 신문기자인 하기와라에게 취재를 받던 섬의 노인은 일련의 사건들이 오오토 섬에서 전설로 전해지던 괴물 '呉爾羅 (고지라)'의 소행으로, 요즘 잡히지 않는 물고기도 고지라가 먹어 치우며 휩쓸고있는 탓이라고 말한다. 고지라는 바다의 먹이가 없어지면 육지에 올라 인간을 먹는다기에, 옛날에는 제물로 어린 계집을 바다로 흘려보내 고지라를 진정시켰다고 한다.

### 전개
그러던 폭풍우가 치던 어느 날 밤, 낮은 발소리를 내며 '무엇인가'가 이 섬에 상륙하여 가옥을 파괴하고 주민과 가축을 살상한다. 이때 주민이었던 야마다 신키치를 제외한 형 마사지와 어머니가 함께 목숨을 잃게 된다. 이 사태로 오오토 섬이 큰 피해를 입자, 고생물학자 야마네 쿄헤이 박사는 국회에서 긴급 조사단을 편성해 조사할 필요가 있다고 의견을 피력하여 오오토 섬에 조사단을 파견키로 결정된다. 조사단에는 야마네 박사와 그의 딸 에미코, 그녀의 연인이자 남해샐비지 KK의 소장인 오가타 히데토, 물리학자 타나베 박사가 참여하게 된다. 출발 당일, 오오토 섬으로 향하는 해상 보안청 순시선 ' 시키네'에 승선한 에미코는 배웅 인파들 속에 전 약혼자 '세리자와 다이스케' 박사의 모습을 보게 된다. 현지에 도착한 조사단은 파괴된 마을을 조사하기 시작한다. 타나베 박사는 일부 우물들에서만 방사능으로 오염된 사실을 확인하고, 또 야마네 박사는 몇 미터나 패여있는지 알 수 없는 거대한 동물 발자국에서 멸종한 게 분명한 트릴로바이트 (삼엽충)의 모습을 발견하고선 흥분한다. 그 직후 경종이 울리기 시작하고, 거대한 생물이 팔번산(八幡山) 능선 너머에 모습을 드러내 포효하는 것을 목격하게 된다.
도쿄로 돌아온 야마네 박사는 국회 전문위원회에서 거대 생물을 오오토 섬의 전설에 따라 '고지라'라고 명명하고, 발견된 트릴로바이트의 껍질에 묻은 암쇄토에서 잔류 방사능인 스트론튬-90이 측정된 것을 근거로, "해저 동굴에 숨어있던 200만 년 전의 쥐라기 생물이 거듭되는 수폭 실험 때문에 안주하는 땅에서 쫓겨난 것이 아닌가"하는 견해를 발표한다. 그 후로도 고지라의 소행으로 보이는 선박 피해가 잇따르자, 마침내 오오토 섬 서쪽 해안으로 프리깃 함대가 파견되어 고지라에 대한 폭뢰 공격이 실시된다. 그 모습을 TV뉴스로 보게 된 야마네 박사는 귀중한 연구 자료인 고지라를 잃고 싶지 않았지만, 일개 학자에 불과한 그는 어쩔 도리도 없이 마음만 아파할 수밖에 없다.

### 위기
그러던 어느 날 밤, 도쿄만을 유람 중인 납량(納涼)선 '타지바나마루'의 갑판에서 춤을 추던 사람들은 눈앞의 해수면에서 모습을 드러낸 고지라를 목격하고 패닉에 빠지는 사태가 발생한다. 고지라 문제를 담당하는 특설 재해 대책 본부는 야마네 박사를 소환하고 고지라를 죽이는 방법을 묻지만, 야마네 박사는 고생물학자 입장에서 "수폭 세례를 받았는데도 살아있는 고지라를 뭐로 말살할 겁니까"하며 오히려 고지라의 생명력을 연구해야 한다고 주장한다. 한편, '세리자와 박사가 고지라 대책에 대한 타개책이 될 수도 있는 플랜이 있을 것'이라는 어떤 독일인이 말했다는 정보를 마이아사 신문의 데스크에서 들은 하기와라 기자는 에미코를 찾아와 세리자와 박사와의 면담 중개를 의뢰한다. 세리자와 박사는 과거 에미코와 약혼하였으나, 전쟁 중 오른쪽 눈을 잃고 인간 불신에 빠져 에미코를 멀리하게 되었으며, 마치 세상에 없는 사람처럼 집의 지하 실험실에 틀어박혀 생활을 보내고 있었다. 에미코의 소개로 인터뷰를 한 하기와라 기자는 독일인이 말한 정보와 지금 진행하고 있는 세리자와 박사의 연구에 관해 물어보지만 큰 이득 없이 먼저 자리를 뜨게 된다. 세리자와 박사는 에미코에게 비밀로 해달라 하며 그가 지금 하는 연구에 관한 '어떤 끔찍한 실험'을 보여준다. 그것을 본 에미코는 두려운 나머지 소스라치게 놀라며 비명을 지른다.
그날 밤, 고지라가 시나가와 앞바다에 나타나고 중기관총으로 요격하는 방위대를 아랑곳하지 않고 시나가와 부두로 상륙한다. 방위대 전선 쪽으로 간 야마네 박사는 막아서는 방위 대원에게 "고지라한테 빛을 쏴서는 안 됩니다. 화를 돋을 뿐입니다."라고 필사적으로 전하지만 받아들여지지 않는다. 고지라는 시나가와역 선로 쪽으로 침입하여 주행 중의 국철 EF58형 전기기관차와 객차를 유린하고, 시나가와 운전소와 게이큐 본선 야츠야마하시 과선교를 파괴한 뒤 도쿄만으로 돌아간다. 이 결과로, 막대한 피해가 나오자 외국 조사단들이 잇달아 방문하게 된다. 도쿄만에 숨어든 고지라로부터 도쿄를 방어하기 위해, 대책 본부는 도쿄만 해안선 일대에 거대한 유자 철조망를 설치하여 5만 볼트의 고압 전류로 고지라를 감전사시키려는 작전을 계획한다.

### 절정
철조망 공사가 완공되고 얼마 지나지 않아 고지라가 시바우라 앞바다에 나타난다. 방위대는 철조망 배후에서 곡사포와 중기관총, 경(輕)전차을 배치하고 고지라를 기다린다. 이윽고 고지라는 시바우라 해안에 상륙해 5만 볼트의 전류가 흐르는 철조망에 접촉하지만 끄떡도 하지 않고, 오히려 고지라가 입에서 내뿜은 방사능을 띈 백열광으로 송전탑은 금세 달아오른 물엿처럼 녹아내린다. 방어선을 돌파한 고지라는 제1게이힌 국도로 북상하여 타마치에서 제49전차대를 전멸시킨 다음 긴자에 침입한다. 마쓰자카야, 와코빌딩, 일본극장, 국회의사당을 차례로 파괴함과 동시에 대화재를 발생시킨다. 또 실시간 중계 중인 보도진이 있는 히라카와초의 TV 탑을 쓰러트린 뒤, 카치도키 다리를 뒤엎어 파괴하고 도쿄만으로 향한다. 거기서 방위대의 F-86F 전투기 편대가 도착하여 추격을 시도하지만, 고지라는 그것을 뿌리치고 유유히 바닷속으로 사라진다.
도쿄는 초토화되어 폐허가 되었고 고지라로 인한 방사능 오염은 어린아이들에게까지 영향을 미친다. 에미코는 임시 구호소에서 이재민들의 구호를 맡는다. 그러나 너무 처참한 상황에 견딜 수 없게 되어 그녀는 세리자와 박사가 보여준 실험에 대한 비밀을 모두 오가타에게 밝히기로 한다. 그녀가 보았던 실험은 수중의 산소를 파괴해 모든 생물을 질식사시켜 액상화하는 액체 속의 산소파괴제, '옥시전 디스트로이어'의 실험이었다. 세리자와는 산소 연구를 하던 중 우연히 그것을 발견했다고 한다. 오가타와 에미코는 세리자와 박사에게 가서 고지라를 쓰러뜨리는데 사용할 수 있도록 해달라고 간곡히 간청하지만, 세리자와 박사는 "옥시전 디스트로이어가 만약 병기화된다면 수폭과 똑같이 인류를 파멸로 이끌 것이며, 이걸 사용한다면 세계의 위정자들이 가만히 보고 있을 리는 없을 것이고 반드시 무기로 사용하게 될 것이다"라고 말하며 단호히 거절한다. 하지만 TV에 비친 쑥대밭이 된 도쿄의 광경과, 고생하는 이재민들의 모습, 여학생들이 '평화의 기도'를 진지하게 제창하는 것을 봐서야 마음이 움직인 세리자와 박사는, 이번이 일회용이라는 조건으로 옥시전 디스트로이어 사용을 허락한다. 그리고 이에 관한 모든 연구 자료들은 소각하게 된다.

### 결말
해상 보안청 순시선인 '시키네' 갑판에서 타나베 박사는 도쿄만에 숨은 고지라의 소재를 알아낸다. 세리자와 박사는 오가타의 지원을 받아 해저에 내려가 고지라의 측면까지 도달한다. 그리고 오가타를 다시 수면으로 부상시키고 고지라의 발밑에 혼자서 옥시전 디스트로이어를 작동시킨다. 바닷물이 한순간에 거품처럼 솟아오르며 고지라가 고통스러워하기 시작한다. 성공을 확인한 세리자와 박사는 해저에서 오가타에게 이별을 구하고, 스스로 생명선과 송기관을 끊어 자결함으로써 자신만 아는 옥시전 디스트로이어의 비밀은 세상에서 완전히 묻히게 된다. 그리고 고지라도 외마디 괴성을 남겨두며 거품이 되어 사라진다. 선상에서 사태의 추이를 지켜보던 사람들이 환희로 솟아오르는 가운데, 야마네 박사는 침통한 표정으로 “저 고지라가 마지막 한 마리라고는 생각할 수 없다."고 하면서, "만약 수폭 실험이 계속 진행된다면, 그 고지라의 동류(同類) 또한 세계 어딘가에서 나타날지도 모른다."고 중얼거린다. 사람들은 평온을 되찾은 바다에 경건한 묵념을 바친다.

## 등장 괴수

### 고지라
- 신장: 50미터
- 체중: 2만 톤
- 무기: 백열광
- 수트 액터: 나카지마 하루오, 데즈카 카츠미

관련 미디어 등에서는 초대 고지라 또는 초고지로 많이 불린다.
야마네 쿄헤이 박사에 따르면, 고지라는 '200만 년 전'의 쥐라기부터 백악기에 걸쳐 드물게 서식하고 있던 해서 파충류와 육상 수류의 중간 생태를 가진 생물이라고 한다. 자신의 서식 환경이 파괴됨으로써 모습을 드러내어, 인간에게 원한을 가지고 있는 것 같이 도쿄의 시나가와에 상륙하여 도쿄의 곳곳을 차례대로 파괴하지만, 최후에는 도쿄만에 숨어들어 결국 옥시전 디스트로이어에 의해 용해되어 소멸한다.

#### 조형
조형은 토시미츠 테이조, 야기 칸주, 야기 야스에이, 카이마이 에이조가 담당했다.
수트는 2채가 제작되었다. 처음에 만들어진 통칭 1호는 지나치게 딱딱하고 무거워서 액션을 할 수 없었기 때문에 경량화된 2호 수트를 제작(그래도 100kg에 가까운 무게였다.)해 전신 컷은 이 2호 수트를 촬영해 찍었다.
1호 수트는 허리 부분에서 상하로 분할되었고, 하반부는 긴자나 시나가와역을 으스대며 걷는 다리의 업 씬으로, 상반부는 물 위의 장면에서 쓰였다. 이러한 촬영에 쓰인 이 고지라 수트는 개봉 후에 주연 배우인 타카라다 아키라, 코우치 모모코를 초청한 소년 잡지 주최의 이벤트 기획으로 극 중과 마찬가지로 스미다강에서 도쿄만으로 가라앉았다.
철탑을 물어뜯는 장면과 같은 세밀한 표정이 필요한 촬영에서는 허리부터 머리까지 있는 손춤식의 기뇰 모형이 사용되었다. 조형은 토시미츠 테이조가 담당. 검토용 2척 점토 모형을 석고로 본뜨고 고무로 뽑은 것이 쓰였다. 기뇰 조작에는 애당초 거리의 기뇰 조정사를 불러 기용했지만, 인형극의 움직임과 괴수의 움직임이 달라 이미지가 맞지 않았고, 기뇰 조정사는 돌아가고 나카시루 후미오가 이를 담당하게 되었다. 조작할 때는 머리가 방해되지 않도록 엎드려 누워서 위를 향해 움직였다. 라스트 씬의 '고지라의 뼈'도 토시미츠 테이조가 담당했는데, 철심에 솜을 꽂아 고무를 스며들게 하는 기법으로 만들어졌다.
본 작품은 흑백 영화이기에 '고지라'의 체색에 대해 판연하진 않지만, 카이마이 에이조는 "흰도료에 유성도료를 뿌린 회색이고 입안은 색조 차이를 위해 빨갛게 칠해져 있었다."라고 했다. 그러나 본 영화의 특촬 부분 촬영 담당이었던 아리카와 사다마사는 "체색은 검붉은 색이었고 회색은 아니었다."라고 증언하고 있고, 당시 조형 조수였던 스즈키 요시오는 "그레이라고 할까, 갈색계열 중에서 칙칙한 색이었다."고 하고 있어, 스탭 간의 증언이 엇갈리고 있다.
고무 표피를 주조하는데 당시엔 라텍스가 아직 없었다. 주조하려면 아래와 같은 제조 공정이 필요했다. 구입한 블록 모양 생고무를 물 받은 양동이에 하룻밤 담그면, 다음 날 아침 연해진 부분에 바셀린을 섞어 반죽하고 점토 원형에서 새긴 석고의 암틀에 발라, 이를 적외선램프 안쪽에 늘어놓아 만든 전용 '구이 가마' 안에서 250도 정도로 가열 건조하는 일이었다. 참고로 소재에 쓰이는 고무는 당시에 매우 비싼 가격이어서 1크롬에 5천 엔이었다고 한다. 야기 칸주, 야기 야스에이 형제는 원래 유원지 전시물이나 국화꽃 인형을 도급(都給)으로 제작하던 장인이었는데, 이런 경험을 살려 하리코(張り子) 기법으로 번선(番線) 철골에 철망과 고지(古紙)를 깔고, 거기에 그 고무 표피를 갖다 붙여 만든 다음, 굳게 반죽한 고무를 담아 주름을 만들었다. 그러나 애초에는 고무 반죽이 부족해서 입어보고 움직이면 표피가 곧바로 찢어지기 일쑤였다. 고무 반죽에 대해 궁리하는 등 시행착오 끝에 겨우 만들어진 '1호 고지라'는 매우 딱딱하고 150kg가 넘어가는 무게 때문에 각재(角材)조차 못 넘어갔다고 한다. 테스트 때는 리어카에 눕혀져 있는 이 수트를 성인 남성 3, 4명이 모여 세웠을 정도라고 한다. 거기다 촬영 도중에 쓰러져도 자력으로 일어나는 것까지 불가능했다.
카이마이에 따르면 당시에는 아직 발포 우레탄(스펀지)가 없었고, 표피 안쪽에는 솜을 포대에 채운 걸 한 면에 꿰매 붙였기에 무게는 더 늘어났다고 한다. 등 쪽에 있는 출입구는 지퍼가 아닌 후크를 사용했고, 촬영 시에는 철사나 데구스(テグス)로 묶어 닫았다. 발밑에는 장화를 쓰겠다는 발상이 없어서 게타(下駄)를 넣었다. '눈알'은 목공부(木工部)에서 달걀형 목제 공을 만들어 주었고, 이 눈알과 입은 오토바이의 브레이크 와이어와 고무를 이어서 꼬리의 도중에 밖으로 연결해 카이마이가 외부 조작으로 움직이게 했다. '엄니'는 목재로 만들면 쥐처럼 보이니 고무로 만들어졌다. '등지느러미'는 철심에 종이를 펴 고무칠을 하였다. 고지라의 왼팔은 '1호', '2호' 모두 점토 원형의 모양에 맞게 팔꿈치 부분에서 몸통과 일체화된 형태로 되어 있다.

#### 프로토타입 고지라
초대 고지라의 수트 제작 전에 제작된 참고 모형용 고지라다. 이 모형은 여러차례 변화를 거치며 바뀌어 갔는데, 처음엔 머리 부분이 매우 크고 뱀 같은 비늘 모양의 체표가 특징이었다. 이후 머리가 좀 더 작아지고 양서류 같은 모양의 체표로 바뀌었다가, 악어 같은 모양의 체표로 바뀌어 지금의 초대 고지라의 모습에 가까워졌다. 원수폭으로 타버린 피부를 재현하고, '생물'로서의 고지라를 제작진인 다나카 토모유키 프로듀서, 혼다 이시로 감독, 츠부라야 에이지 특촬 감독이 추구한 결과, 포유류인 고릴라의 이미지를 합성하여 파충류나 양서류와 같은 면모보다 포유류에 가까운 외형을 가진 '초대 고지라'가 탄생하게 되었다. 이 프로토타입 모형은 개봉 전 이미지 스틸 소재로만 쓰였을 뿐, 극 중에는 등장하지 않기 때문에 대형 완구 업체의 피규어 같은 메이저 출시는 일절 없었고, 완구로는 2004년경 발매된 토호 계약 상품인 반다이의 '고지라 비프 육포' 뿐이었다. 이 상품에는 덤으로 들어간 4cm가량의 완구와 수트 자료 사진이 있는 카드가 있었다고 한다.

#### 수트 액터
고지라의 메인 수트 액터는 본래 혼다 이시로 감독이 추천한 전직 프로 야구선수 데즈카 카츠미가, 보조적인 역할로 나카지마 하루오가 기용되었는데, 위에서 언급한 바와 같이 매우 무거운 무게 때문에 테스트에서 데즈카는 3미터를 움직이다가 국회의사당 세트에서 걸려넘어져 쓰러져 버렸고, 나카지마 하루오는 10미터 정도를 더 걸어가는 것을 보여줬다. 이를 본 츠부라야에 의해 메인 수트 액터는 나카지마로 바꾸게 되었다. 결국 나카지마가 메인 수트 액터가 되고, 데즈카는 나카지마를 보조적인 역할로 본 영화에 참여하게 된 것이다.
나카지마는 "이것은 공상 세계의 이야기이니, 수트 안에 사람이 있다고 생각되지 않는 움직임을 보여달라."는 츠부라야의 주문에 《킹콩》(1933)을 연기 참고용으로 보았고, 또한 동물원에서 사자가 갖는 위압감, 곰이 직립하는 움직임, 코끼리의 발걸음을 참고했다고 한다. 츠부라야는 연일 나카지마와 데즈카에게 고지라의 포효나 움직임을 직접 몸짓을 보여가며 지도했고, 특히 '발바닥을 보여주지 않고 스모 선수처럼 걸어라'고 지시했는데, 이러한 걸음이 아니면 강해보이지 않는다고 했다. 수트를 착용할 때는 항상 라운드넥 셔츠에 반바지 차림에 머리는 수건으로 동여맸고, 하반신 촬영 때는 일반적인 복장도 괜찮았다. 내부에서 외부로 볼 수 있는 것은 목 부분에 있는 작은 구멍들이 다였다고 한다. 나카지마는 이런 비좁은 시야로 바깥의 모습을 확인할 때면, 미니어쳐 풍경이 진짜처럼 느껴져서 자신이 진짜 괴수가 된 것 같은 기분도 들었다고 한다. 첫 수트 촬영은 나카지마가 아닌 데즈카가 했는데, 국회의사당 장면이었다. 나카지마의 첫 촬영은 하반신만 나온 장면으로 걸으면서 미니어쳐를 파괴하는 장면이었다. 촬영 초기에는 이 둘의 촬영 비중은 반반으로 비슷했는데, 당시 데즈카가 41세, 나카지마가 25세로, 훨씬 젊었던 나카지마 쪽으로 점점 비중이 많아졌다. 고지라 수트의 팔꿈치 부분은 90도 직각으로 굳은 조형이었는데, 팔이 잘 움직여지지 않아 자연스럽게 긴자의 와코 시계탑을 파괴하기 어려워 NG가 계속 났는데, 와코 시계탑 미니어처를 세 번째 만들었을 때가 되서야 겨우 OK 사인을 받을 수 있었다고 한다. 이때를 계기로 츠부라야는 '언제나 고지라의 연기는 자연스럽게'를 강조하게 되었다고 한다.  또 수영장에서 촬영하기도 했는데, 어느 한번은 물밑의 전력 케이블이 누전되어 나카지마가 실신하는 소동이 있었다고 한다.
처음 영화가 개봉했을 때는 특촬 기술에 대한 것은 완전 비밀주의였어서 언론 노출 같은 일은 없었다. 하지만 이후 속편인 《고지라의 역습》부터는 적극적으로 언론에 비치기 시작한다.

#### 초대 재현 수트
2018년 11월 3일에는 도쿄 히비야에서 개최된 이벤트 '고지라 페스티벌 2018'에 초대 고지라를 재현한 수트가 등장했다. 이 수트는 2019년 1월 11일에 오픈한 '츠부라야 에이지 뮤지엄'에 전시하기 위해 새로 제작된 수트였다. 또한 뮤지엄의 특별 영상인 '꿈의 도전 고지라 스키가와에 나타나다'의 촬영에 사용되기도 했다. 제작은 업아트에서 했고, 수트의 원형은 사카이 유우지가 원형을 담당했던 초대 고지라 개라지 키트를 3D 스캔해 수트 크기로 확대 출력한 것을 기반으로하고 있으며, 머리는 사카이 유우지가 직접 마무리를 담당했다.

#### 이후 작품에서의 취급
《고지라 X 메가기라스 G 소멸작전》에서는 초대 고지라가 옥시전 디스트로이어로 죽지 않고 살아남은 것으로 묘사했다.
《고지라 X 메카고지라》에서는 초대 고지라의 최후 묘사가 변경되어 완전히 용해되지 않고 뼈가 남은 것으로 바뀌었고, 장소도 도쿄만에서 지바현의 다테야마시 앞바다로 변경되었다. 또한 초대 고지라의 상반신 수트가 새롭게 만들어져 새로 찍은 사망 장면에서 사용되었다. 이때의 수트 액터는 키타가와 츠토무. 일부 장면에서는 도쿄 마루이에서 발매한 'RC괴수 시리즈'가 사용되었다.

## 등장 인물

### 오가타 히데토
주인공. 남해 기선의 자회사인 남해 샐비지 KK의 젊은 소장. '에이코마루'와 '빙고마루'가 침몰당하는 사건으로 남해기선 사장과 함께 해상 보안청에 가서 정보를 수집하고, 오오토 섬 조사단에도 잠수 작업 전문가로 참여한다. 그리고 오오토 섬에서 조사하는 도중, 팔번산 너머로 모습을 드러낸 고지라와 조우한다. 야마네 박사의 외동딸인 에미코와는 연인 사이지만, 야마네 박사를 비롯한 주위엔 아직도 말하지 못하고 있다. 고지라를 말살할 것인가 보호할 것인가를 놓고, 야마네 박사와 대립한다. 세리자와 다이스케 박사와는 중학교부터 지내온 오랜 친구이다.

### 야마네 에미코
야마네 박사의 외동딸이며 오가타의 연인이다. 어머니가 없는 가정에서 아버지를 돌보고 있다. 야마네 박사의 조수로 오오토 섬 조사단에 참가했으며, 팔번산 너머로 모습을 드러낸 고지라와 조우한다. 세리자와 박사와는 어렸을 때부터 오빠처럼 따르고 있었지만, 항간에선 그와 약혼했다는 소문이 돌고 있다. 또한, 오가타와의 관계에 대해선 아직 주위에 말하지 않은 상태다. 하기와라 기자의 부탁으로 세리자와 박사의 집을 방문했을 때, 세리자와 박사의 비밀 실험을 보게 되고 그 비밀을 세리자와 박사와 공유하게 된다.

### 세리자와 다이스케
약물 화학자. 전 베이징 대학교수. 야마네 박사의 애제자다. 전쟁 중에 오른쪽 눈을 잃었기에 얼굴 오른쪽으로 안대를 하고 있다. 항간에선 에미코와 결혼하고 야마네 박사의 양자가 되는 인물이라는 소문이 돌고 있다. 세리자와 박사 또한 에미코에 대해 남몰래 마음을 품고 있다. 자택 지하 실험실에서 산소를 연구하고 있었을 때, 우연히 액체 속의 산소 파괴제인 '옥시전 디스트로이어'를 발견한다. 이것이 만약 세계의 위정자들에게 알려진다면 원폭처럼 악용될 것이라 여겨 일절 공표하지 않고 있었지만, 남몰래 마음을 품고 있던 에미코에게만 이 비밀을 털어놓는다.

### 야마네 쿄헤이
고생물학자. 전 베이징 대학교수. 에미코의 아버지다. 시나가와 근교 자택에서 그녀와 단둘이 생활을 하고 있다. 오오토 섬에서 일어난 이변을 보고받고, 즉시 국회에서 조사단 편성의 필요성을 설파하여 자신이 조사단의 단장으로 오오토 섬에 가게 된다. 그리고 그곳에서 고지라와 조우하게 된다. 귀경 후 수소 폭탄에도 살아남은 고지라의 말살은 불가능하며, 오히려 그 생명력의 비밀을 알아내기 위한 연구가 필요하다는 지론을 전개한다. 그 때문에 고지라의 말살을 주장하는 오가타와 대립하게 된다.

### 야마다 신키치
오오토 섬 어부인 마사지의 동생. 고지라가 오오토 섬으로 습격해 온 밤, 땅 울림을 듣고 무심코 집을 뛰쳐나온 직후에 집이 고지라에 의해 짓밟히게 되고, 어머니와 형을 잃게 된다. 고아가 된 그는 오가타가 맡게 되고, 오가타와 함께 야마네 박사의 집을 자주 찾아오게 된다.

## 등장 병기

### 가공
- 옥시전 디스트로이어

### 실제

#### 방위대
- M24 채피
- 2.5t 트럭 (이스즈형·GMC형)
- 3/4t 트럭 (닷지 WC54형)
- 1/4t 트럭 (미쓰비시형·윌리스 MB형)
- 13t 견인차 M5
- 트럭 크레인
- 모터그레이더 (일본개발기형)
- 쿠스형 호위함
- F-86 D/F 전투기
- 155mm 유탄포 M1
- M1919A4 중기관총
- M1917 중기관총
- 7.62mm 소총 M1

#### 해상 보안청
- 치후리형 순시선 '시키네', '코우즈'
- S-55 헬리콥터

#### 경찰·소방
- 순찰차 (도요타 BFR형)
- 소방펌프차 (닛산 180형)

## 기획

### 기획의 발단
본 작품의 프로듀서 다나카 토모유키는 1953년 《안녕 라바울》(1954, 혼다 이시로 감독)을 제작했을 때, 작년에 토호로 복귀한 츠부라야 에이지를 만나, 츠부라야가 작업한 특촬의 성공도 있어 "특촬물은 할 수 있다."라며 실감하고 있었다고 한다. 이 다나카가 《안녕 라바울》를 제작하는 한편, 전력을 다해 진행했던 것이 인도네시아와 합작영화 제작 기획이었다. 1953년 8월 인도네시아 국립영화사(Perusahaan Film Nasional Indonesia, 약칭: Perfini [쁘르피니])의 사장을 맡고 있던 우스말 이스마일(Usmar Ismail)이 일본에 도착해, 토호와 합작영화를 제작키로 합의했다. 양사는 가계약을 체결했고, 이에 따라 다나카와 이스마일 아래에서 합작영화 기획이 진행되었다. 타이틀은 《영광의 그늘에》라는 제목으로 정하고, 감독에 타니구치 센키치, 각본에 우메다 하루오를 기용하고, 주연에 야마구치 요시코와 이케베 료를 캐스팅하고, 스토리는 패전 후에도 일본으로 귀국하지 않고 인도네시아의 독립을 위한 네덜란드와의 독립전쟁에서 싸운 전직 일본병의 모습을 그리는 내용으로 결정되었다.
이듬해인 1954년 2월 16일, 각본의 최종적 협의와 본계약을 위해 다나카와 타니구치는 인도네시아의 수도인 자카르타를 방문한다. 두 사람은 이스마일과 협의를 거듭해 합의에 이르렀고, 토호와 쁘르피니는 본계약에 조인하게 된다. 이에 따라 쁘르피니는 인도네시아의 여러 관청에서 합작영화의 제작 승인을 차례차례 받아내기 시작한다. 한편, 토호는 다나카의 지시로 촬영 기자재와 자재들을 배편으로 자카르타에 옮겼고, 이후 4월 초로 예정된 크랭크인만 기다리면 되는 것이었다. 그러나 1954년 3월 25일, 두 회사는 갑자기 합작영화 제작을 포기해야 하는 상황에 이르게 된다. 4월 5일, 토호와 쁘르피니는 인니-일본 합작영화 제작을 포기하는 공동 성명을 발표한다. 3월 25일에 쁘르피니는 인도네시아 외무장관으로부터 스토리 아이디어에 동의할 수 없어 합작영화 제작을 승인할 수 없다는 통보를 받아들인다. 이러한 승인 거절로 인해 인니-일본 합작영화의 제작은 막판에 실현 불가능이 되고 말았다. 양사는 공동 성명에서 '확실히 외무장관의 반대는 영화 스토리에 대한 것이긴 하나, 그 배경에는 인니-일본 양국 간의 관계 악화, 즉 미해결 전쟁배상 문제가 있는 것도 사실이다.'라고 밝히고 있다.
다나카는 훗날 합작영화 기획은 매우 잘 되어 있었지만, 아직 국교도 없는 상황에 합작영화 제작이라니 웬 말이냐는 인니 장관의 반대에 부딪혀 냉담하게 돌려보내져 몹시 괴로워했다고 언급했다. 다나카는 바로 대체 계획을 세우지 않으면 안 되는 상황에 직면한다. 바로 그 무렵, 같은 해 3월에 일어난 비키니 환초의 핵실험과 제5후쿠류마루, 제13코에이마루의 피폭 사건이 사회 문제가 되고 있었다. 이에 영감을 얻는 다나카는 '비키니 환초 해저에 잠든 공룡이 수폭 실험의 영향으로 깨어나 일본을 습격한다'는 특촬 영화 기획을 세우게 된다. 이 시점에서의 기획 가제는 《해저 2만리(마일)에서 온 대괴수》였다.
다나카가 이 기획을 토호 본사의 기획 회의에 제출했더니, 제작 담당인 모리 이와오의 눈에 띄게 되었다. 모리는 제2차세계대전 전부터 토호와 관련된 사람이었고, 츠부라야를 초빙한 인물도 그였다. 그는 1953년 공직 추방 해제를 받고 본사에 복귀하여 할리우드를 시찰하고 특촬 영화의 중요성을 재차 확인한 뒤, 패전 후 해체되었던 '특수기술과'를 토호 내에서 재편성하는데 츠부라야를 재초빙해 이 부문의 강화를 진행하고 있었다. 이렇게 토호 상부에서 '도저히 촬영은 무리'라며 만장일치로 반대하는 와중에, 모리 이와오 단 한 명만이 이 계획에 찬성 의견을 밝히고 강력하게 지지해서 마침내, GO사인을 받게 되었다.

### G작품 기획
이 전대미문의 기획에 임하면서 본 기획은 G작품(G는 Giant의 이니셜에서)으로 명명돼 극비리에 진행될 수 있게 됐다. 대략적인 스토리와 괴수의 설정이 결정되자, 다나카는 다음으로 문예부의 마츠시타 타다마와 둘이서, 다나카가 개인적으로 팬이었던 괴기 환상작가 카야마 시게루의 자택을 곧바로 찾아가 원작 집필을 의뢰했는데, 흔쾌히 수락을 얻었다. 이때가 5월 중순이었다. 이렇게 카야마 작가의 집필로, 다나카가 말하는 '시나리오풍의 원작'이 약 일주일 이후 완성되었고, 이를 바탕으로 'G작품 검토용 대본'이 인쇄되었다. 이 시점에서부터 공식적으로 츠부라야 에이지가 기획에 참여하게 되었다.
츠부라야는 1952년 봄에 '바다에서 나타난 괴물 같은 고래가 도쿄를 강타한다.'거나, 1953년에 '인도양에서 거대 문어가 일본 포경선을 덮친다.'는 특촬영화의 줄거리 구상을 기획 부서에 제출한 바 있었다. 이런 츠부라야의 기획은 1945년 도쿄 대공습 중 방공호로 대피하던 때에 생각해냈던 것이며, 가족에게도 이것으로 전쟁의 공포를 써보고 싶다고 말하고 있었다. 이러한 사정도 있었기에, 츠부라야는 G작품의 괴수를 '거대 문어'로 하자고 주장했다. 그러나 다나카는 '당시 풍조에 따라 매치하는 게 좋다.'며 괴수를 '태고의 공룡'으로 삼는 것을 주장했고, 결과적으로 다나카의 안이 채택되면서 G작품의 괴수 캐릭터는 태고의 공룡이 되었다.
다나카는 곧바로 감독으로 《태평양의 독수리》(1953), 《안녕 라바울》에서 츠부라야 에이지와 작업했던 혼다 이시로를 발탁했다. 또한 작년에 일본의 첫 입체영화인 《뛰쳐나간 일요일》(1953)을 츠부라야와 작업했던 무라타 타케오 감독을 혼다 감독과 함께 각본 제작에 투입시킨다. 그리고 당시 가제였던 《해저 2만리(마일)에서 온 대괴수》에 대해 제목이 너무 길기에 더 좋은 다른 제목이 없을까 고심하던 중, 사토 이치로 프로듀서로부터 당시 토호 연극부에 있던 '쿠지라(고래)'를 좋아하는 '고리라(고릴라)' 같은 얼굴을 가진 아미쿠라 시로라는 인물의 별명이 '구지라'라는 얘기를 듣고, 말의 가락이 좋은 이 별명을 참고하여 제목을 '고릴라'와 '고래'를 합친 《고지라》(ゴジラ)'로 명명되기 시작했다. 다만 이때의 제목은 아직 완전히 결정된 게 아니었는지, 몇몇 검토용 시나리오에는 '고지라(ゴジラ)'가 아닌, '고지라(ゴヂラ)'로 표기되기도 했다.
무라타와 혼다의 'G작품 준비고'가 완성되자, 픽토리얼 스케치(장면마다 그림으로 한 이미지 보드)가 제작되었다. 와타나베 미술감독이 이이즈카 사다오 외에 4, 5명의 학생들을 지도해 그려냈는데, 총 228장면에 306컷에 이르는 이 그림 콘티는 기획실에 부쳐졌고, 모리 이와오 제작부장 앞에서 무라타 감독, 혼다 감독, 츠부라야 감독, 다나카 프로듀서가 장면별 설명을 하고 검토가 거듭되었다. 아사이 마사카츠에 따르면, 고지라가 내뱉는 '백열광'이나 '빛나는 등지느러미'는 이런 검토 단계에서 '폼나게' 태어난 아이디어였다고 한다. 이 검토 회의가 끝나자 모리 제작부장은 '성공에 의심이 없다.'고 선언했다고 한다.
다음으로 '고지라'의 디자인이 검토되어, 산케이 신문 석간에 '야마오단씨'를 연재 중이던 만화가 아베 와스케에게 디자인화가 의뢰되었는데, 이 기용은 '관계자에 의한 아이들 상대의 설문 결과에 의한다.'고 당시 보도되었다. 그러나 아베의 디자인은 버섯 구름의 이미지가 너무 강했기 때문에 참고 정도로 그쳤고, 실제 디자인은 와타나베 아키라가 진행했다. 와타나베, 토시미츠 테이조에 의한 점토 원형이 완성된 것은 6월 말의 일이었다.
애당초, 츠부라야 감독이 고지라의 촬영 방법을 구미 방식인 스톱 모션 기법으로 진행하려고 검토했으나, 11월 3일 개봉일로부터 역산해보니 공정상 무리라고 판단, 연기자가 인형탈 안에 들어가는 형태인 '수트 액션' 기법으로 진행하기로 결정했다. 수트 액터는 나카지마 하루오와 데즈카 카츠미로 정해졌고, 츠부라야 감독은 메인 수트 액터인 나카시마 하루오에게 '스톱 모션으로 하면 7년이 걸리는데, 네가 맡아주면 3개월이면 된다.'고 설득했다고 한다. 그때까지 영화 속의 괴수는 스톱 모션으로만 표현했었는데, 당시 특촬 카메라맨이었던 아리카와 사다마사도, 나카지마도 '인형탈로 할거야.'라는 츠부라야의 말에도 전혀 이미지가 떠오르지 않았다고 한다. 《고지라》는 본격적인 '인형탈 괴수'로서도 일본 최초의 대처였다.

## 미국판
미국판에서는 godzilla king of monster라는 이름은 2019년 레전더리 픽쳐스에서 같은 이름으로 다른 영화에 적용했다.

## 캐스팅
- 타카라다 아키라 (Akira Takarada)
- 코치 모모코 (Momoko Kochi)
- 히라타 아키히코 (Akihiko Hirata)
- 시무라 다카시 (Takashi Shimura)

## 관련 작품
- 고질라 (1998년 영화)
- 고질라 (2014년 영화)

### 내용주
1. ↑  토호 공식 사이트에서 본 작품의 개봉일을 1954년 11월 3일이라 하고 있지만, 실제로 이날에 일본 전국에서 일제히 공개된 것은 아니었다. 고지라 1954 - 1999 초전집에 따르면 본 작품은 나고야, 기후에서 10월 27일, 우츠노미야에서 11월 1일, 사세보, 가고시마에서 11월 2일, 도쿄, 오사카, 교토, 후쿠오카, 삿포로, 나가사키, 무로란에서 11월 3일, 나라, 미야자키, 오무타에서 11월 10일, 도쿠시마에서 11월 17일, 하코다테, 토야마에서 11월 18일, 오이타에서 11월 23일로, 각지에서 각각의 날짜에 개봉되었다.
2. ↑  이곳은 오가사와라 제도의 최남단인 미나미이오 섬에서 남서 약 49.5킬로미터 지점에 해당한다.[2].
3. ↑  본편에서 미사용된 세리자와 박사 사후 신키치의 가족이 성묘를 하는 장면에서 소토바에 '야마다 마사지 향년 스물 네살'이라고 쓰였다.[3].
4. ↑  코도 코쿠텐이 연기한 '할아범님'은 "진짜 고지라보다 더 무서운 것 같다"며 촬영 현장에서 '본고지'라는 별명이 생겼다.
5. ↑  본편에서 미사용된 세리자와 박사 사후 신키치의 가족이 성묘를 하는 장면에서 소토바에 '야마다 쿠니 향년 마흔 여덟살'이라고 쓰였다.[4].